# Avenida da Liberdade
Pour les articles homonymes, voir Avenue de la Liberté et Avenue da Liberdade (São Paulo).
 (novembre 2020).
Si vous disposez d'ouvrages ou d'articles de référence ou si vous connaissez des sites web de qualité traitant du thème abordé ici, merci de compléter l'article en donnant les références utiles à sa vérifiabilité et en les liant à la section « Notes et références ».
L'Avenida da Liberdade (en français : avenue de la Liberté) est une des principales avenues de la ville de Lisbonne, au Portugal. Elle relie la place des Restaurateurs (Praça dos Restauradores) à la place  du Marquis de Pombal  (Plaça Marquês de Pombal). Avec près de 90 mètres de large et 1 500 mètres de longueur, elle comprend plusieurs voies de circulation et de larges promenades avec jardins et trottoirs à la portugaise.
Surnommée les Champs-Elysées de Lisbonne, c'est la 6e rue la plus chère d'Europe et la 35e rue commerçante la plus chère au niveau mondial.
Elle est desservie par les stations de métro (du Nord au Sud):
- Marquês de Pombal,
- Avenida, et
- Restauradores.

## Histoire
Après le tremblement de terre de 1755, le marquis de Pombal a ordonné la construction du Passeio Público (promenade publique) dans la zone actuellement occupée par la partie inférieure de l'Avenida da Liberdade et la Praça dos Restauradores. Bien qu'il soit appelé Passeio Público, il était initialement entouré de murs et de portes où seuls les membres de la haute société pouvaient passer. Cependant, en 1821, le roi D. João VI a ordonné que les murs soient démolis afin que tout le monde, riche ou pauvre, puisse circuler dans le Passeio. Pombal a pris soin de profiter des petits ruisseaux qui passaient par là et, au lieu de les assécher, il les a intégrés dans l'ornementation de la promenade. Cependant, au fil du temps, ils se sont naturellement asséchés et/ou ont été drainés pour permettre les constructions qui s'y trouvent aujourd'hui.
L'avenue existante a été construite entre 1879/1882 dans le style des Champs-Élysées à Paris. La grande avenue bordée d'arbres est devenue un centre de processions, de festivités et de manifestations. L'avenue conserve son élégance, avec de magnifiques fontaines et des terrasses sous les arbres. Majestueuse, large de 90 mètres avec des trottoirs décorés de motifs abstraits, elle est aujourd'hui divisée en dix voies de circulation reliant la Praça dos Restauradores au Sud à la Praça do Marquês de Pombal au Nord.
Certains des manoirs d'origine ont été préservés, notamment le théâtre néoclassique Tivoli, avec un kiosque des années 1920 à l'extérieur. Toutefois, bon nombre des façades art nouveau ont cédé la place à des bâtiments occupés par des bureaux, des hôtels ou des complexes commerciaux.

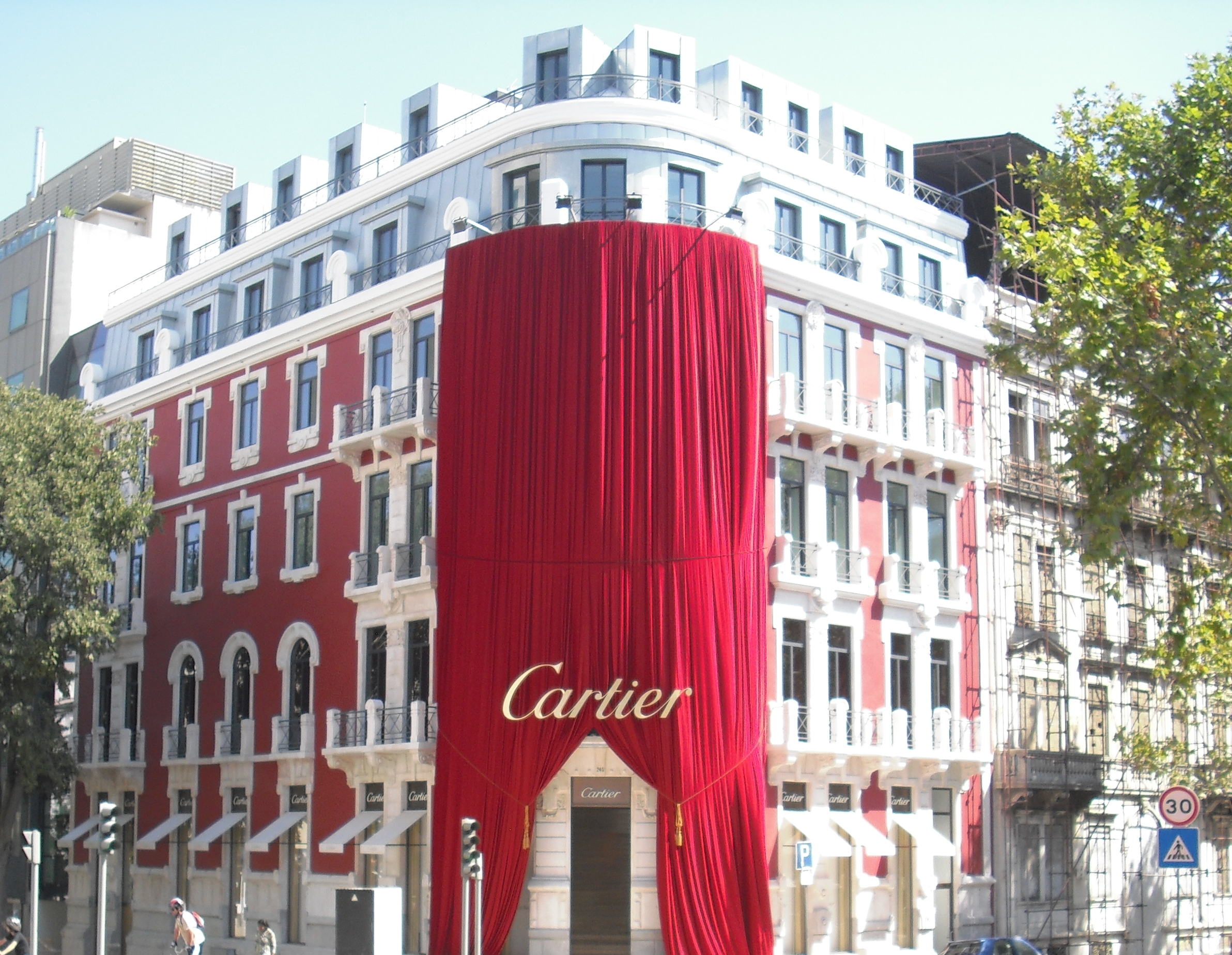
Enseigne Cartier

## Enseignes de luxe

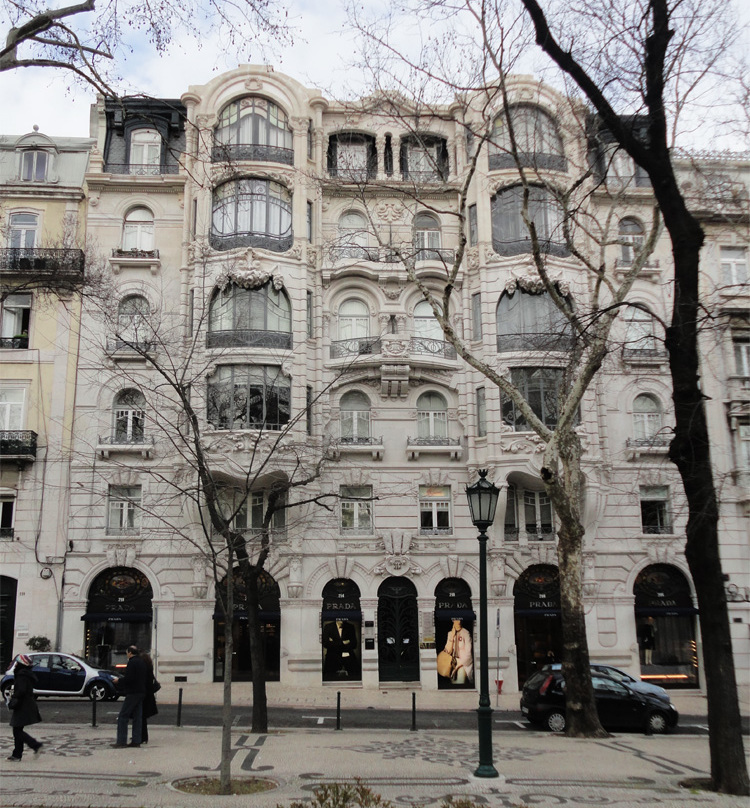
Enseigne Prada

Elle comprend notamment des grandes enseignes tels que :
- Bulgari
- Burberry
- Chanel
- Carolina Herrera
- Cartier
- Dior
- Gucci
- Loewe
- Louis Vuitton
- MaxMara
- Miu Miu
- Prada
- Rolex
- Saint Laurent, entre autres...

## Hôtels
Elle abrite également plusieurs hôtels et palaces de la capitale portugaise : 
- Hotel Tivoli Liberdade (Sky Bar Rooftop au 11e étage),
- NH Liberdade (Rooftop au 11e étage),
- Altis Liberdade
- Sofitel Lisbon Hotel
- Avenida Palace

L'avenue est le siège de quelques grandes enseignes portugaises :
- Novo Banco
- EDP - Eletricidade de Portugal
- Diario de Noticias

Il s'y trouve aussi le fameux Cinema São Jorge.
Quelques restaurants et bars se trouvent sur l'artère la plus chère de la capitale.
Des endroits au concept uniques et incontournables, ces lieux sont souvent fréquentes par des célébrités et atteignent des tarifs exorbitants. 

## Restauration
- JNCQUOI (cuisine portugaise, mediterannéenne, club privé)
- Yakuza (Sushi et ambiance club privé)
- Guilty (Cuisine casual, fast food de luxe)
- JNCQUOI Asia(Petite frère du JNCQUOI Avenida, cuisine asiatique, club privé)
- Seen Lisboa (Cusine portugaise, bresilienne, fusion, roof Top)
- Solar dos Presuntos (Cuisine portugaise traditionnelle, ambiance chic et régionale)